# Windows Live Conta
Windows Live Conta (ou Conta do Windows Live) é o site onde os usuários dos serviços Windows Live gerenciam sua identidade e relações com o Windows Live. Os recursos do Windows Live Conta permitem:
- Que o usuário atualize informações associadas a sua conta, como o seu primeiro e último nomes, endereço, etc.;
- Atualizar configurações do usuário, como o idioma preferido ou preferências para comunicações por e-mail;
- Alterar ou restaurar as senhas do usuário;
- Fechar a conta;
- Ver detalhes de cobranças associadas à conta;
- Unir múltiplos Windows Live IDs;
- Ver os services Windows Live sendo usados pelo usuário;
- Encontrar ajuda, suporte, ou dar a sua opinião sobre qualquer produto ou serviço Windows Live.

As informações fornecidas pelo Windows Live Conta são usadas nos aplicativos Windows Live – por exemplo, a senha criada no Windows Live Conta será usada para acessar o Windows Live Hotmail, Windows Live Messenger, etc..
A versão mais recente do Windows Live Conta permite que os usuários unam múltiplos Windows Live IDs, de forma que o usuário precise entrar apenas uma vez para acessar todos os Windows Live IDs.